# Mattias Åhman

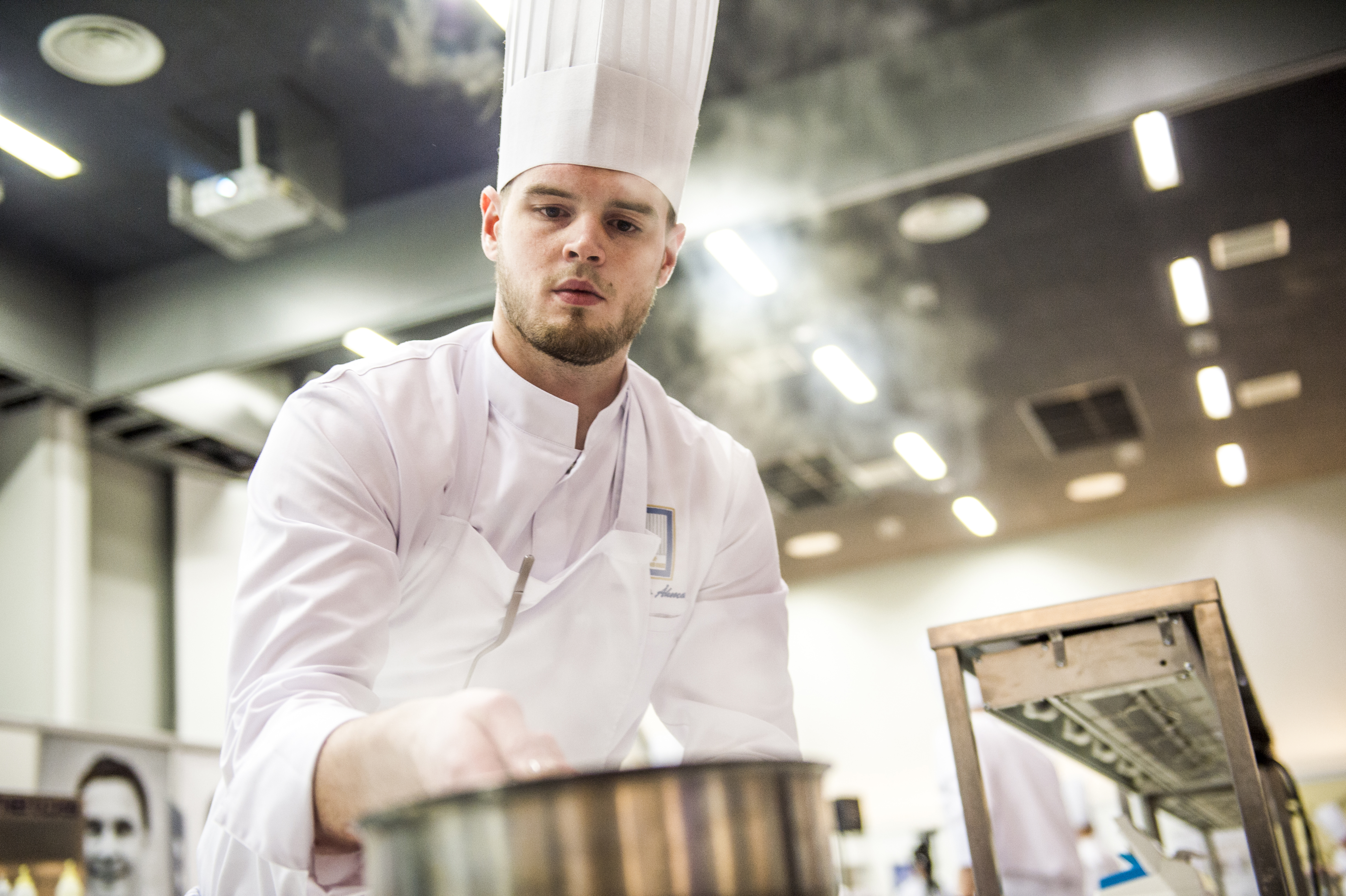
Mattias Åhman 2017.

Mattias Åhman, född 1992 i Pensala i Österbotten, är en finlandssvensk kock. Han vann tävlingen Årets kock i Finland 2017 och har varit medlem i det finska kocklandslaget.
Åhman inledde sin karriär på restaurang Strampen i Vasa, fortsatte på Michael Björklunds nyöppnade Smakbyn på Åland, vidare till SK Mat & Människor i Göteborg och Bhoga i samma stad. I Vasa driver Åhman tillsammans med Simon Selin och Michael Björklund restaurangerna Hejm som öppnade 2019 och Fröj som öppnade 2022.